# Eucereon antonia
Eucereon antonia är en fjärilsart som beskrevs av Druce 1906. Eucereon antonia ingår i släktet Eucereon och familjen björnspinnare. Inga underarter finns listade i Catalogue of Life.